# Kurszynowicze
Kurszynowicze (biał. Куршынавічы; ros. Куршиновичи) – wieś na Białorusi, w obwodzie brzeskim, w rejonie lachowickim, w sielsowiecie Honczary.
W Kurszynowiczach znajduje się rzymskokatolicka kaplica parafii Świętych Apostołów Piotra i Pawła w Niedźwiedzicy, a w pobliżu miejscowości przystanek kolejowy Romanowszczyzna, położony na linii Równe – Baranowicze – Wilno.

## Historia
W dwudziestoleciu międzywojennym leżały w Polsce, w województwie nowogródzkim, w powiecie baranowickim, w gminie Niedźwiedzica. W 1921 miejscowość liczyła 550 mieszkańców, zamieszkałych w 98 budynkach, w tym 484 Białorusinów i 66 Polaków. 532 mieszkańców było wyznania rzymskokatolickiego i 18 prawosławnego.
Po II wojnie światowej w granicach Związku Sowieckiego. Od 1991 w niepodległej Białorusi.